# Panarthropoda

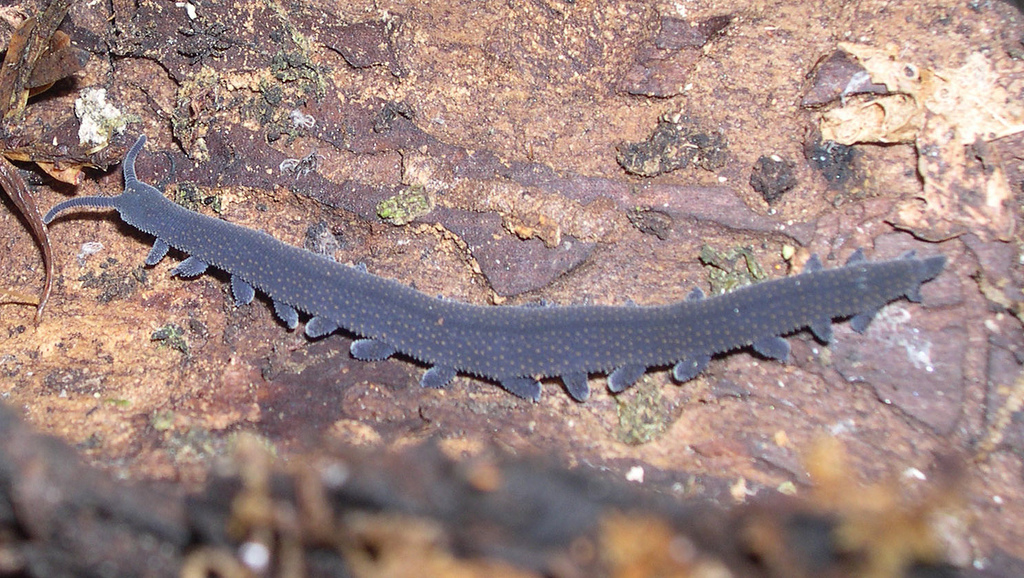
Een fluweelworm van het geslacht Peripatoides.

De Panarthropoda (Grieks: pan = alle; dus: alle Arthropoda) vormen een clade die in 1995 door de Deense zoöloog Claus Nielsen benoemd werd. Hij gaf geen afstammingsdefinitie. Zijn bedoeling was een monofyletische groep te vormen die drie traditionele stammen uit het traditionele superphylum (stammengroep) Ecdysozoa omvatte:
- Onychophora (Fluweelwormen)
- Tardigrada (Mosbeertjes)
- Arthropoda (Geleedpotigen, onder andere kreeftachtigen, spinnen, mijten, insecten)

Nielsen gaf als mogelijke synapomorfieën (gedeelde afgeleide eigenschappen) van de groep onder andere het bezit van een huid van chitine die regelmatig afgeworpen wordt en klauwtjes van chitine aan het eind van de ledematen.
In de cladistiek wordt door een aantal wetenschappers de evolutionaire lijn van bovengenoemde stammen als volgt gezien:
Onychophora → Tardigrada → Arthropoda
Binnen deze hypothese hebben de geleedpotigen zich dus als laatste ontwikkeld.
De naam, "alle geleedpotigen", is niet bedoeld om een kroongroep (een groep die bestaat uit alle afstammelingen van de laatste gemeenschappelijke voorouder van bepaalde nog levende soorten) mee aan te duiden, maar slechts een verwijzing naar het feit, dat de clade alle groepen omvat die vroeger gemeenschappelijk onder de Arthropoda geschaard werden, zoals de Onychophora. De naam wil ook niet aanduiden dat alle leden van de groep gelede poten hebben (hetgeen inderdaad niet het geval is).
De inhoud van de clade Panarthropoda komt overeen met het traditionele taxon Gnathopoda. Jongere alternatieve namen voor Panarthropoda zijn: Podophora en Antennopoda.
De indeling van de Panarthropoda is zeer omstreden, vooral wat betreft de verwantschap met de Annelida (ringwormen). De gegevens die zijn gebaseerd op de morfologie (wél aanwezige nauwe verwantschap) en het DNA (geen nauwe verwantschap) zijn niet met elkaar in overeenstemming. Een ander probleem vormt de plaatsing van de Nemata, die nauwer verwant zouden kunnen zijn aan de Arthropoda of de Tardigrada dan aan de Onychophora. In dat geval is het de vraag of het concept Panarthropoda werkelijk als een clade zal gaan functioneren en men de Nemata er onder schaart, of dat traditionele associaties de overhand krijgen en het begrip verlaten wordt.